# Transport nuclear

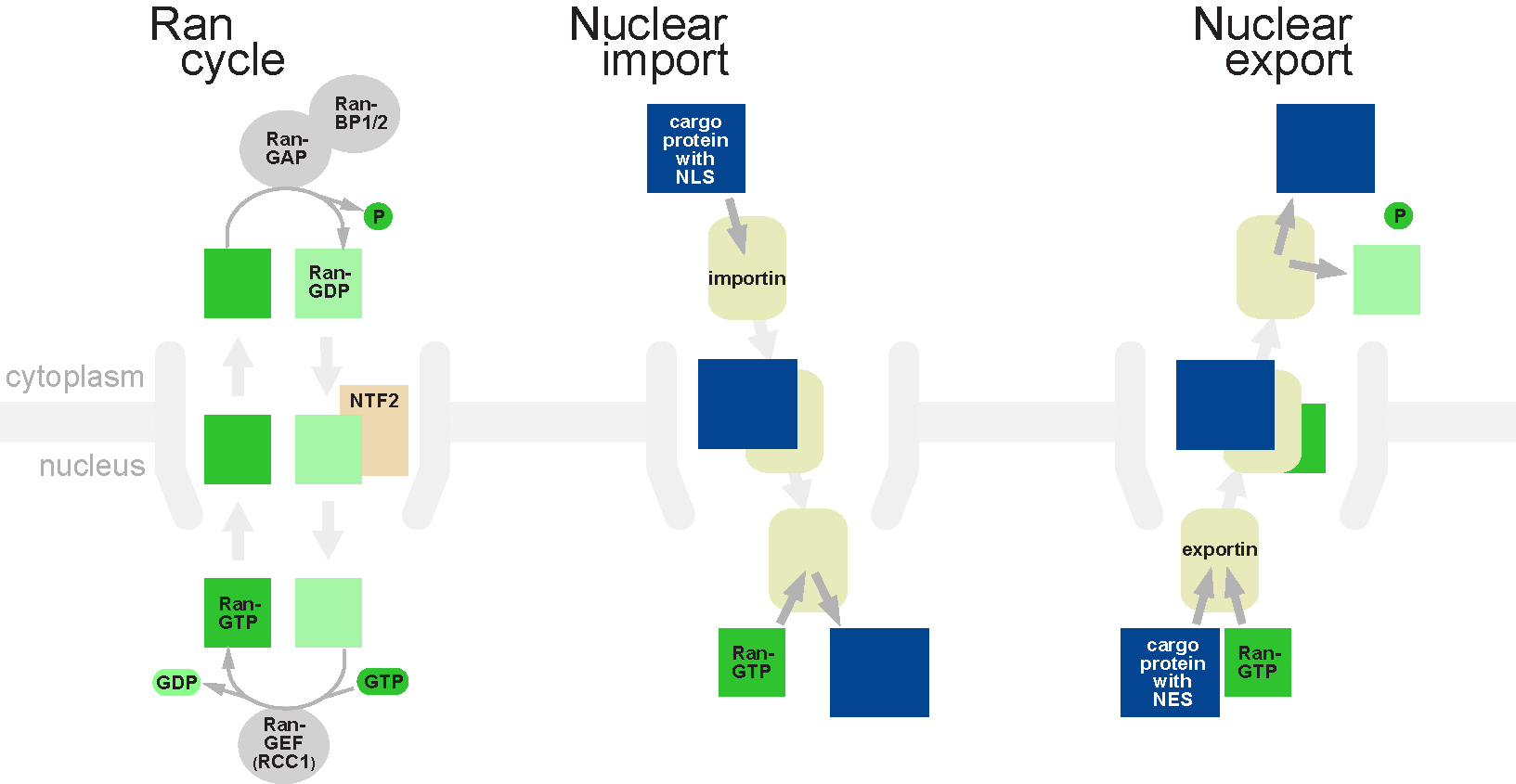
Macromolècules com l'ARN i proteïnes són transportades activament a través de la membrana nuclear en un procés anomenat cicle de transport nuclear Ran GTP.

L'entrada i la sortida de molècules grans del nucli cel·lular són controlades estrictament pels complexos de porus nuclears. Mentre que les molècules petites poden entrar al nucli sense regulació, les macromolècules com l'ARN i les proteïnes necessiten associar-se amb carioferines anomenades importines (per entrar-hi) i exportines (per sortir-ne).
Les proteïnes que han de ser importades al nucli des del citoplasma porten un senyal de localització cel·lular que s'uneix a importines. El senyal és una seqüència d'aminoàcids que serveix d'etiqueta. Són diversos quant a la seva composició i són principalment hidròfils, tot i que se n'han trobat seqüències hidròfobes.
Les proteïnes o ARN de transferència i les subunitats ribosòmiques agregades són exportades del nucli gràcies a la seva unió amb exportines, que s'uneixen a seqüències senyalitzadores anomenades senyals d'exportació nuclear. La capacitat de les importes i exportines per transportar la seva càrrega és regulada per la petita GTPasa associada amb la Ran.